# 대서초등학교 (전남)
대서초등학교는 대한민국 전라남도 고흥군에 있는 공립 초등학교이다.

## 학교 위치
- (도로명주소) 전라남도 고흥군 대서면 동서로 466
- (지번) 전라남도 고흥군 대서면 금마리 19번지(동경127°17’08”, 북위34°46’07”)

## 개관
1. 연혁: 대서면은 서기 538년 삼국시대 백제의 비사현이었고 신라가 삼국을 통일한 후 서기 757년 백주현으로 분령군(영안군)에 속했다가 고려시대에 보성군 태강현에 속했음. 이지역은 조선시대 남서면과 태서면으로 분리되었는 데 세종 23년에 흥양현에 속하게 되었다. 1914년 행정구역 폐합 시 양면(남서면과 태서면)을 합하면서 두 개의 서면을 합하여 커졌다는 뜻으로 대서면(大西面)으로 개칭하였다.
2. 지형: 고흥반도의 관문이며, 면내로 깊숙히 들어온 득량만 바닷물이 귀산(龜山) 앞에 동백섬을 떨어뜨리고 물러갔으며, 대부분 간척사업으로 육지화되었다. 지질은 해안지역이 有治礫岩, 礫岩, 鎔巖 등으로 형성되어 있으며, 동북쪽은 높고 남서쪽으로 낮아지는 지형으로 郡的으로 최북단에 위치한 대서면 소재지에 자리하고 있다. 학교의 북쪽은 해발 427m인 봉두산이 자리하고 있으며, 동•서•남쪽은 야산과 협소한 평야지이며 상수원도 비교적 좋은 편이다.
3. 기후와 산업: 학구의 남쪽과 서쪽이 해안선에 접하고 있기 때문에 종려 등 아열대성 식물이 노지에서 자랄 정도로 기후가 온화하여 유자, 토마토, 딸기, 오이 등 특용 작물 재배를 많이 하고 있다. 득량만의 해안에는 피조개, 바지락, 꼬막 등 수산 양식을 하며 송림, 신기, 장선 등지의 어업도 성하나 농업이 주를 이루고 있다.
4. 문화 기타: 화산리 서호 마을 앞에 임진왜란 때 공신인 쌍충과 일렬을 모신 정려가 있다. 이름난 관광명소는 없으나 인근에 알려진 장선 해수욕장에는 여름철에 피서객이 많고 득량만 방조제도 다녀볼 만하다.

## 상징

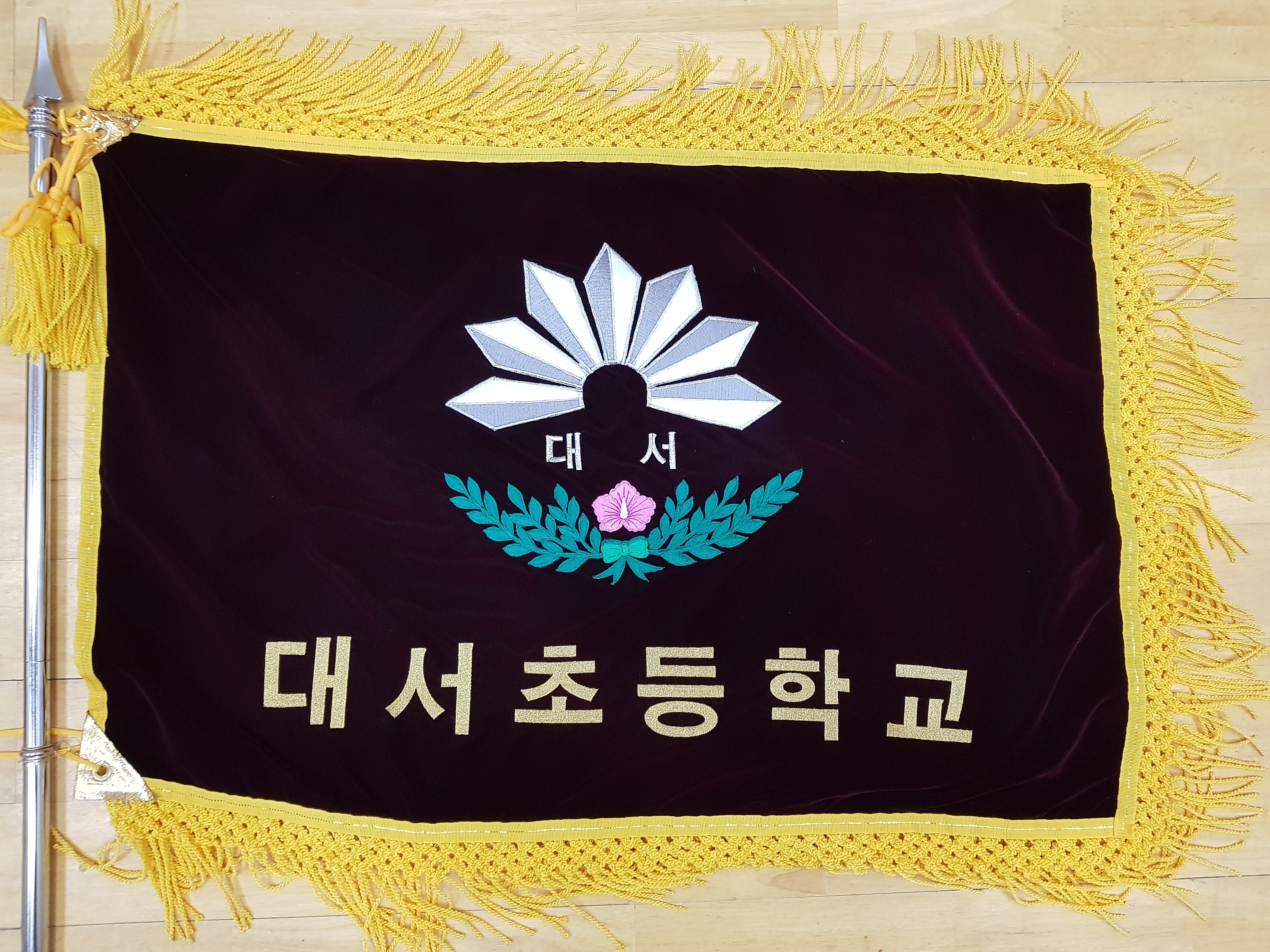
대서초등학교 교기
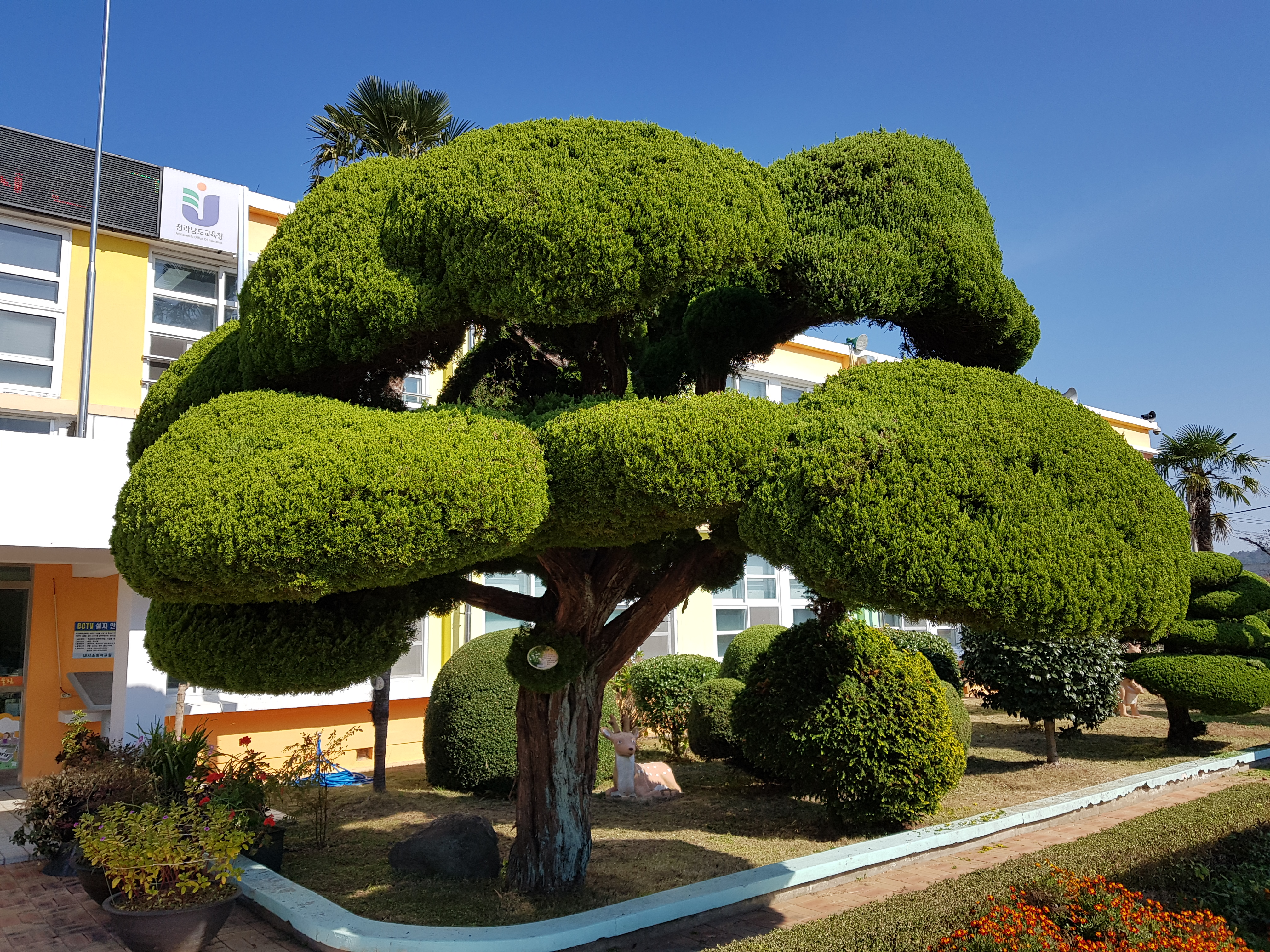
교목: 향나무(의지·인내심)
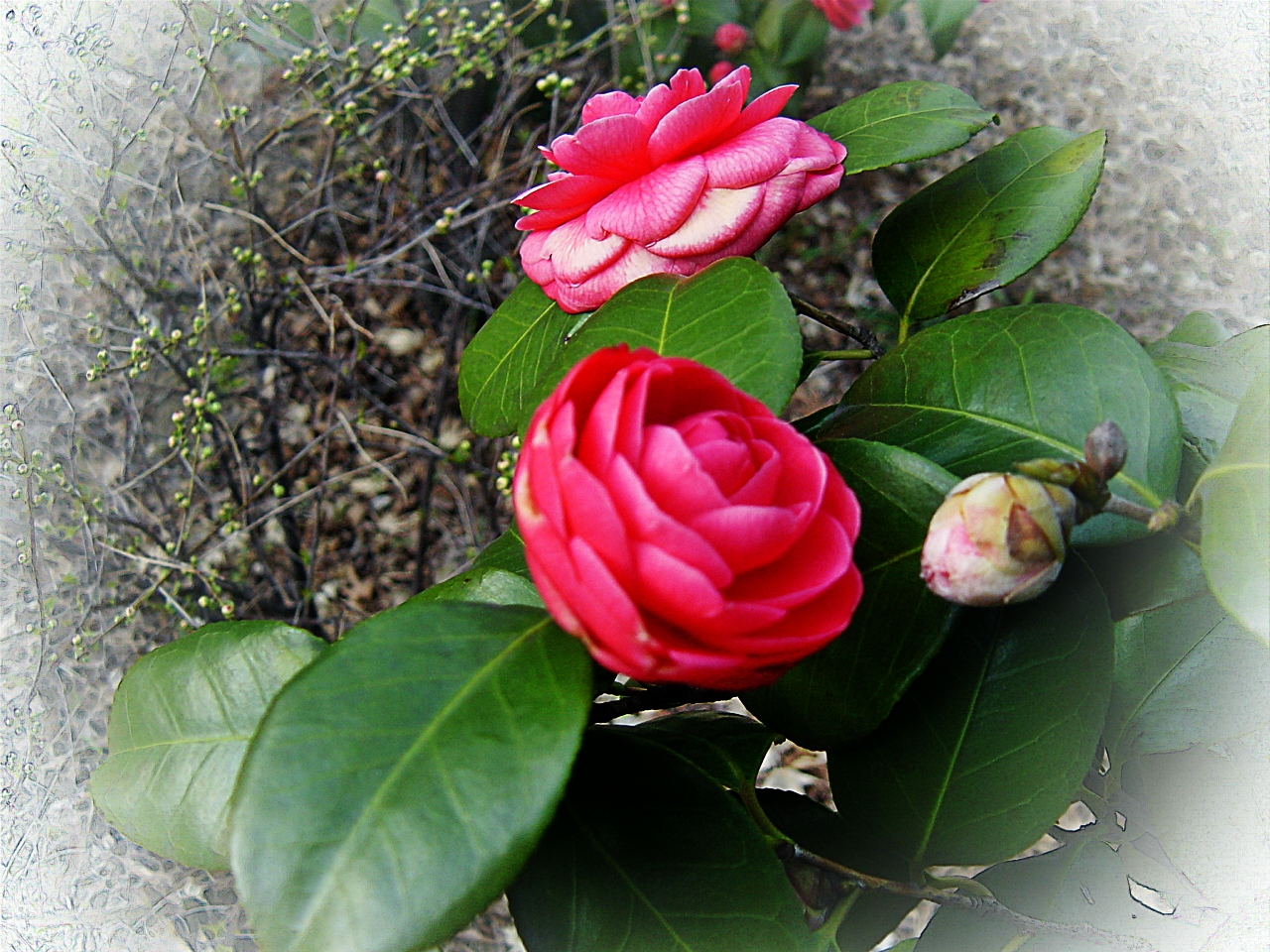
교화: 동백꽃(열정)
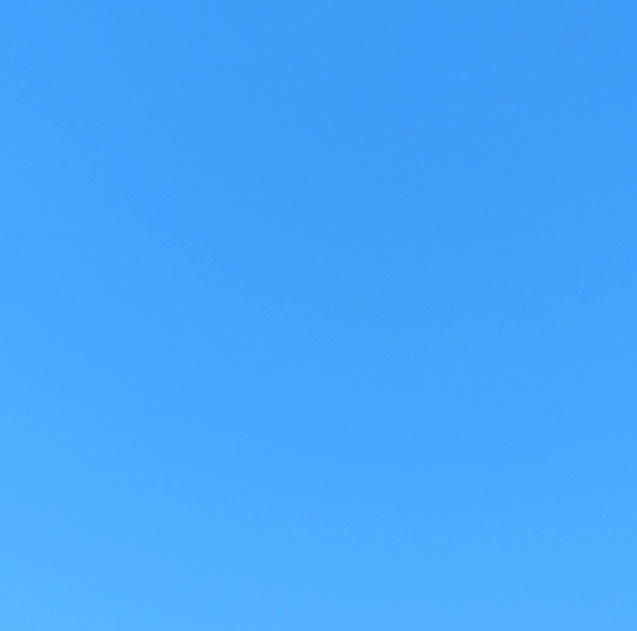
교색: 하늘색(평화·꿈)

## 교가
대서초등학교 교가

## 학교 연혁
- 1931년 10월 5일 대서공립보통학교(4년제) 개교(설립인가 8월 14일)
- 1932년 1월 25일 현 위치로 이전(화산리 → 금마리)
- 1938년 4월 1일 대서공립심상소학교로 개칭
- 1941년 4월 1일 대서공립국민학교로 개칭
- 1943년 8월 1일 6년제 6학급 편성
- 1945년 10월 1일 대서국민학교로 개칭
- 1968년 9월 9일 대서남초등학교 분립
- 1969년 9월 1일 대서서초등학교 분립
- 1981년 1월 29일 병설유치원 설립 인가
- 1981년 3월 1일 병설유치원 개원
- 1996년 3월 1일 대서초등학교로 교명 변경
- 1999년 3월 1일 대서서초등학교 통폐합
- 2001년 2월 9일 봉두관(체육관) 개관
- 2001년 9월 1일 대서남초등학교가 대서초등학교안남분교장으로 개편
- 2006년 3월 1일 안남분교장 유치원 휴원
- 2008년 3월 1일 안남분교장 통폐합
- 2018년 3월 1일 제28대 조명숙 교장 부임
- 2019년 1월 4일 제85회 졸업 10명(졸업생 총 8,670명)

## 역대교장
| 대순 | 성명     | 부임       | 이임       | 기간 | 비고 |
| ---- | -------- | ---------- | ---------- | ---- | ---- |
| 1    | 早田勇助 | 1931.08.31 | 1933.10.31 | 2.2  |      |
| 2    | 松本 勇  | 1933.11.01 | 1937.01.12 | 3.8  |      |
| 3    | 仙頭速夫 | 1937.01.13 | 1939.03.21 | 2.2  |      |
| 4    | 笠置春隆 | 1939.04.08 | 1942.05.14 | 3.1  |      |
| 5    | 古川準彌 | 1942.05.14 | 1945.08.14 | 3.3  |      |
| 6    | 朴 炳 胤 | 1945.10.01 | 1947.07.30 | 1.9  |      |
| 7    | 金 成 采 | 1947.07.31 | 1949.03.31 | 1.8  |      |
| 8    | 宋 亨 泰 | 1949.03.31 | 1952.08.31 | 3.5  |      |
| 9    | 宋 權    | 1952.08.31 | 1952.08.26 | 9.0  |      |
| 10   | 宋 亨 泰 | 1961.08.26 | 1963.04.26 | 1.8  |      |
| 11   | 李 相 俊 | 1963.04.25 | 1965.06.10 | 2.2  |      |
| 12   | 宋 權    | 1965.06.10 | 1969.11.29 | 4.5  |      |
| 13   | 鄭 亨 燮 | 1969.11.29 | 1971.03.01 | 1.3  |      |
| 14   | 宋 基 承 | 1971.03.01 | 1976.08.31 | 5.5  |      |
| 15   | 申 有 植 | 1976.09.01 | 1981.08.31 | 5.0  |      |
| 16   | 朴 鍾 斗 | 1981.09.01 | 1986.08.31 | 5.0  |      |
| 17   | 金 兌 奎 | 1986.09.01 | 1989.08.31 | 3.0  |      |
| 18   | 朴 芳 信 | 1989.09.01 | 1995.02.28 | 5.6  |      |
| 19   | 申 萬 植 | 1995.03.01 | 1999.08.31 | 4.6  |      |
| 20   | 丁 鍾 玉 | 1999.09.01 | 2001.08.31 | 2.0  |      |
| 21   | 宋 成 模 | 2001.09.01 | 2005.02.28 | 3.6  |      |
| 22   | 張 鳳 炫 | 2005.03.01 | 2006.02.28 | 1.0  |      |
| 23   | 文 炳 律 | 2006.03.01 | 2008.08.31 | 2.6  |      |
| 24   | 朴 興 圭 | 2008.09.01 | 2011.02.28 | 1.6  |      |
| 25   | 羅 秀 子 | 2011.03.01 | 2012.08.31 | 2.6  |      |
| 26   | 長 官 雄 | 2012.09.01 | 2014.02.28 | 1.6  |      |
| 27   | 宋 奎 桓 | 2014.03.01 | 2018.02.28 | 4.0  |      |
| 28   | 趙 明 淑 | 2018.03.01 | 현재       |      |      |
|      |          |            |            |      |      |

## 참고 자료
- 대서초등학교 - 한국교육학술정보원 학교알리미